# Kanton Castelnaudary-Sud
Kanton Castelnaudary-Sud (fr. Canton de Castelnaudary-Sud) je francouzský kanton v departementu Aude v regionu Languedoc-Roussillon. Skládá se ze 13 obcí.

## Obce kantonu
- Castelnaudary (část)
- Fendeille
- Labastide-d'Anjou
- Lasbordes
- Laurabuc
- Mas-Saintes-Puelles
- Mireval-Lauragais
- Montferrand
- Pexiora
- Ricaud
- Saint-Martin-Lalande
- Villeneuve-la-Comptal
- Villepinte